# Jerryd Bayless
Pour les articles homonymes, voir Bayless.
Jerryd Andrew Bayless, né le 20 août 1988 à Phoenix dans l'Arizona, est un joueur professionnel américain de basket-ball jouant aux postes de meneur et d'arrière.

## Biographie

### Carrière universitaire
En 2007-2008, il joue dans l'équipe universitaire des Wildcats de l'Arizona, par laquelle sont déjà passés des excellents meneurs et arrières : Steve Kerr, Mike Bibby, Jason Terry, Gilbert Arenas. Cette saison-là, sa seule à l'université, il tourne en moyenne à 19,7 points, 4 passes décisives et 2,7 rebonds par match.

### Carrière professionnelle

#### Trail Blazers de Portland (2008-2010)
Le 26 juin 2008, il est drafté en 11e position par les Pacers de l'Indiana qui le transfèrent aussitôt aux Trail Blazers de Portland. Là, il côtoie d'autres jeunes joueurs comme Brandon Roy, Greg Oden, LaMarcus Aldridge, Rudy Fernández. Cependant, pour sa saison de « rookie » (2008-2009), il peine à s'assurer un temps de jeu important.

#### Hornets de La Nouvelle-Orléans (oct. - nov. 2010)
Le 23 octobre 2010, il est envoyé aux Hornets de la Nouvelle-Orléans contre Tobias Harris et un premier choix de draft 2011.

#### Raptors de Toronto (nov. 2010 - 2012)
À peine un mois plus tard, le 20 novembre, il est envoyé aux Raptors de Toronto avec Predrag Stojaković en échange de David Andersen, Marcus Banks et Jarrett Jack.
Le 1er juillet 2012, il devient agent libre.

#### Grizzlies de Memphis (2012-jan. 2014)
Le 12 juillet 2012, il signe un contrat avec les Grizzlies de Memphis.

#### Celtics de Boston (jan. - juin 2014)
Le 5 janvier 2014, il est transféré aux Celtics de Boston contre Courtney Lee.
Le 1er juillet 2014, il devient agent libre.

#### Bucks de Milwaukee (2014-2016)
Le 30 juillet 2014, il signe en tant qu'agent libre avec les Bucks de Milwaukee.

#### 76ers de Philadelphie (2016-2018)
Le 12 juillet 2016, il rejoint les 76ers de Philadelphie en tant qu'agent libre.

#### Timberwolves du Minnesota (2018-2019)
Le 12 novembre 2018, il est envoyé avec Robert Covington et Dario Šarić plus un choix de second tour de la draft 2022 vers les Timberwolves du Minnesota contre Jimmy Butler et Justin Patton ,.
Le 1er juillet 2019, il devient agent libre.

## Statistiques
Légende : gras = ses meilleures performances

### Universitaires
| Saison    | Équipe   | Matchs | Titul. | Min./m | % Tir | % 3pts | % LF | Rbds/m. | Pass/m. | Int/m. | Ctr/m. | Pts/m. |
| --------- | -------- | ------ | ------ | ------ | ----- | ------ | ---- | ------- | ------- | ------ | ------ | ------ |
| 2007-2008 | Arizona  | 30     | 30     | 35,7   | 45,8  | 41,0   | 83,9 | 2,73    | 4,03    | 0,97   | 0,10   | 19,73  |
| Carrière  | Carrière | 30     | 30     | 35,7   | 45,8  | 41,0   | 83,9 | 2,73    | 4,03    | 0,97   | 0,10   | 19,73  |

### Professionnelles

#### Saison Régulière
| Saison     | Équipe              | Matchs | Titul. | Min./m | % Tir | % 3pts | % LF | Rbds/m. | Pass/m. | Int/m. | Ctr/m. | Pts/m. |
| ---------- | ------------------- | ------ | ------ | ------ | ----- | ------ | ---- | ------- | ------- | ------ | ------ | ------ |
| 2008-2009  | Portland            | 53     | 0      | 12,4   | 36,5  | 25,9   | 80,6 | 1,08    | 1,47    | 0,30   | 0,04   | 4,30   |
| 2009-2010  | Portland            | 74     | 11     | 17,6   | 41,4  | 31,5   | 83,1 | 1,62    | 2,32    | 0,35   | 0,07   | 8,51   |
| 2010-2011  | La Nouvelle-Orléans | 11     | 0      | 13,5   | 34,7  | 21,4   | 76,5 | 1,36    | 2,55    | 0,18   | 0,09   | 4,55   |
| 2010-2011  | Toronto             | 60     | 14     | 22,4   | 42,9  | 34,8   | 81,0 | 2,50    | 3,97    | 0,60   | 0,07   | 10,02  |
| 2011-2012* | Toronto             | 31     | 11     | 22,7   | 42,4  | 42,3   | 85,2 | 2,13    | 3,81    | 0,77   | 0,13   | 11,39  |
| 2012-2013  | Memphis             | 80     | 4      | 22,1   | 41,9  | 35,3   | 83,6 | 2,20    | 3,30    | 0,74   | 0,21   | 8,66   |
| 2013-2014  | Memphis             | 31     | 5      | 21,0   | 37,7  | 30,1   | 78,9 | 1,90    | 2,13    | 0,65   | 0,16   | 8,06   |
| 2013-2014  | Boston              | 41     | 14     | 25,3   | 41,8  | 39,5   | 80,3 | 2,10    | 3,12    | 0,98   | 0,10   | 10,15  |
| 2014-2015  | Milwaukee           | 77     | 4      | 22,3   | 42,6  | 30,8   | 88,3 | 2,74    | 3,03    | 0,77   | 0,16   | 7,77   |
| 2015-2016  | Milwaukee           | 52     | 18     | 28,9   | 42,3  | 43,7   | 77,8 | 2,71    | 3,13    | 0,90   | 0,21   | 10,40  |
| 2016-2017  | Philadelphie        | 3      | 1      | 23,8   | 34,4  | 40,0   | 90,0 | 4,00    | 4,33    | 0,00   | 0,00   | 11,00  |
| 2017-2018  | Philadelphie        | 39     | 11     | 23,7   | 41,6  | 37,0   | 79,5 | 2,05    | 1,38    | 0,59   | 0,15   | 7,87   |
| 2018-2019  | Minnesota           | 34     | 6      | 19,3   | 35,7  | 29,6   | 57,1 | 1,82    | 3,50    | 0,53   | 0,06   | 6,15   |
| Carrière   | Carrière            | 586    | 99     | 21,3   | 41,1  | 36,1   | 81,8 | 2,11    | 2,86    | 0,63   | 0,12   | 8,38   |

Note: * La saison 2011-2012 a été réduite de 82 à 66 matchs en raison du Lock out.

Dernière modification le 8 février 2021

#### Playoffs
| Saison   | Équipe       | Matchs | Titul. | Min./m | % Tir | % 3pts | % LF | Rbds/m. | Pass/m. | Int/m. | Ctr/m. | Pts/m. |
| -------- | ------------ | ------ | ------ | ------ | ----- | ------ | ---- | ------- | ------- | ------ | ------ | ------ |
| 2009     | Portland     | 2      | 0      | 5,7    | 33,3  | 0,0    | 66,7 | 0,50    | 0,00    | 0,00   | 0,50   | 3,00   |
| 2010     | Portland     | 6      | 2      | 27,6   | 43,1  | 40,0   | 79,2 | 2,67    | 3,83    | 0,33   | 0,00   | 13,50  |
| 2013     | Memphis      | 15     | 0      | 21,3   | 35,8  | 30,5   | 88,5 | 2,00    | 2,13    | 0,47   | 0,33   | 9,27   |
| 2015     | Milwaukee    | 6      | 0      | 20,0   | 34,3  | 28,6   | 76,5 | 2,50    | 3,00    | 0,33   | 0,33   | 6,50   |
| 2018     | Philadelphie | 1      | 0      | 1,7    | 0,0   | 0,0    | 0,0  | 0,00    | 0,00    | 0,00   | 0,00   | 0,00   |
| Carrière | Carrière     | 30     | 2      | 20,6   | 37,4  | 31,7   | 81,4 | 2,07    | 2,43    | 0,37   | 0,27   | 8,83   |

## Records personnels sur une rencontre en NBA
Les records personnels de Jerryd Bayless, officiellement recensés par la NBA sont les suivants :
| Type de statistique        | Saison régulière | Saison régulière                            | Saison régulière                  | Playoffs | Playoffs                                  | Playoffs                 |
| Type de statistique        | Record           | Adversaire                                  | Date                              | Record   | Adversaire                                | Date                     |
| -------------------------- | ---------------- | ------------------------------------------- | --------------------------------- | -------- | ----------------------------------------- | ------------------------ |
| Points                     | 31               | @ Spurs de San Antonio @ Pistons de Détroit | 23 décembre 2009 11 décembre 2010 | 19       | @ Clippers de Los Angeles                 | 20 avril 2013            |
| Paniers marqués            | 12               | @ Hawks d'Atlanta                           | 26 février 2014                   | 7        | @ Spurs de San Antonio                    | 21 mai 2013              |
| Paniers tentés             | 24               | @ Spurs de San Antonio                      | 23 décembre 2009                  | 18       | @ Spurs de San Antonio                    | 21 mai 2013              |
| Paniers à 3 points réussis | 6                | @ Wizards de Washington                     | 6 février 2012                    | 3        | @ Suns de Phoenix Clippers de Los Angeles | 26 avril 2010 3 mai 2013 |
| Paniers à 3 points tentés  | 12               | Sixers de Philadelphie                      | 4 avril 2014                      | 8        | Clippers de Los Angeles                   | 3 mai 2013               |
| Lancers francs réussis     | 11               | @ Nets du New Jersey @ Bobcats de Charlotte | 15 janvier 2009 22 février 2011   | 6        | @ Suns de Phoenix                         | 18 avril 2010            |
| Lancers francs tentés      | 12               | 4 fois                                      |                                   | 9        | @ Suns de Phoenix                         | 18 avril 2010            |
| Rebonds offensifs          | 2                | 9 fois                                      |                                   | 2        | Suns de Phoenix                           | 24 avril 2010            |
| Rebonds défensifs          | 7                | 3 fois                                      |                                   | 4        | 4 fois                                    |                          |
| Rebonds totaux             | 8                | Grizzlies de Memphis                        | 24 janvier 2011                   | 4        | 7 fois                                    |                          |
| Passes décisives           | 11               | Grizzlies de Memphis @ Nuggets de Denver    | 24 janvier 2011 14 décembre 2012  | 7        | Suns de Phoenix                           | 29 avril 2010            |
| Interceptions              | 4                | 3 fois                                      |                                   | 2        | @ Spurs de San Antonio                    | 21 mai 2013              |
| Contres                    | 3                | Bobcats de Charlotte                        | 17 novembre 2012                  | 2        | Spurs de San Antonio                      | 25 mai 2013              |
| Balles perdues             | 6                | @ Bucks de Milwaukee Sixers de Philadelphie | 11 avril 2011 4 avril 2014        | 3        | 3 fois                                    |                          |
| Minutes jouées             | 44               | @ Grizzlies de Memphis                      | 16 mars 2012                      | 38       | @ Suns de Phoenix                         | 26 avril 2010            |

- Double-double : 3 (au 15/01/2015)
- Triple-double : aucun.

## Salaires
| Saison    | Equipe                | Salaire     |
| --------- | --------------------- | ----------- |
| 2017-2018 | 76ers de Philadelphie | 9 000 000 $ |